# 솔로몬 제도의 총독

솔로몬 제도의 총독기

솔로몬 제도의 총독(Governor-General of Solomon Islands)은 솔로몬 제도의 사실상 국가원수이다. 솔로몬 제도는 영국 연방 왕국 소속 국가로서 총독은 영국의 군주의 대리자로서 재임하며, 정치적 실권은 정부 수반인 솔로몬 제도의 총리에게 있다. 국회가 지명하고 영국의 군주가 임명하여 선출된다. 현재 솔로몬 제도의 총독은 2019년부터 재임 중인 데이비드 부나기이다.

## 역대 총독
| 대수 | 이름            | 임기                            | 비고 |
| ---- | --------------- | ------------------------------- | ---- |
| 1    | 베들리 데베시   | 1978년 7월 7일 ~ 1988년 7월 7일 |      |
| 2    | 조지 레핑       | 1988년 7월 7일 ~ 1994년 7월 6일 |      |
| 3    | 모세 피타카카   | 1994년 7월 6일 ~ 1999년 7월 7일 |      |
| 4    | 존 라플리       | 1999년 7월 7일 ~ 2004년 7월 7일 |      |
| 5    | 나사니엘 웨이나 | 2004년 7월 7일 ~ 2009년 7월 7일 |      |
| 6    | 프랭크 가부이   | 2009년 7월 7일 ~ 2019년 7월 7일 |      |
| 7    | 데이비드 부나기 | 2019년 7월 7일 ~ 현재           |      |